# Villa Vaini Giraud Ruspoli

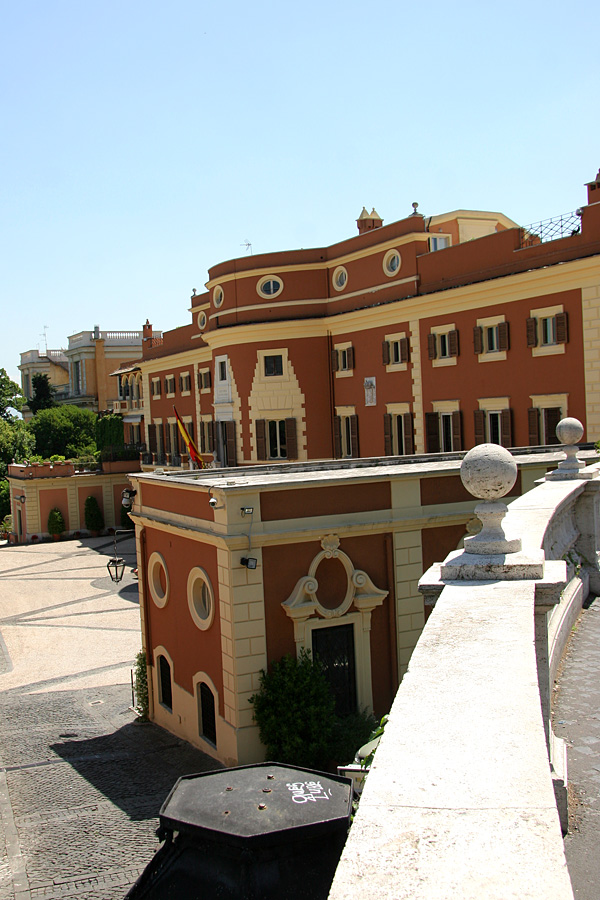
Vista do palácio. No fundo, em amarelo claro, a Real Academia de España en Roma.

Villa Vaini Giraud Ruspoli, conhecida também como Villa Vaini al Gianicolo, é uma villa localizada na altura do número 153 da Via di Porta San Pancrazio, no rione Trastevere de Roma, perto da Fontana dell'Acqua Paola.

## História
Este palácio, construído pelo arquiteto Romano Carapecchia, aluno de Carlo Fontana, para os Vaini, originários de Imola e transferidos mais tarde para Ferrara, apresentava originalmente um corpo avançado central convexo e duas alas laterais recuadas da altura do revestimento rusticado que decora seus cantos. Em 1765, o edifício passou para a família de banqueiros franceses Giraud, inscrita entre as famílias nobres romanas em 1820. Nesta época, o palácio, que tinha apenas um piso térreo e um piso nobre, foi ampliado com a construção de mais um piso, um ático e uma balaustrada com estátuas acima do corpo avançado. Em seguida, o palácio passou para os Ruspoli que, em 1925, construíram um segundo piso alinhando as alas ao corpo central. O interior foi ricamente mobiliado com preciosos móveis do século XVII; no salão dourado foi colocada uma pintura representando "A Chegada a Roma de Inocêncio XI"; no piso nobre está uma tapeçaria baseada numa obra de Goya e, no hall em frente à biblioteca, uma outra baseada em Giulio Romano. O palácio é circundado por um amplo jardim em terraços, a partir dos quais se têm uma vista espetacular da cidade de Roma, e abriga atualmente a residência oficial do embaixador da Espanha à República da Itália. A embaixada propriamente dita fica no Palazzo Borghese e o histórico Palazzo di Spagna, na Piazza di Spagna, abriga a embaixada à Santa Sé.